# Mary (gedicht)
Mary is een gedicht van William Blake. Het is destijds niet officieel uitgegeven en belandde daardoor in The Pickering Manuscript. Het dateert uit ongeveer 1803. De Mary uit de titel is daarbij zeer waarschijnlijk Mary Wollstonecraft, die Blake ontmoette bij zijn uitgever Joseph Johnson. 
De Amerikaanse componist William Bolcom schreef er een toonzetting bij voor zijn vrouw Joan Morris. Bolcom is fervent liefhebber van Blakes werk. Dat zou uiteindelijk zijn magnum opus opleveren Songs of innocence and of experience.
Zo snel als dat laatste werk werd uitgevoerd, zo lang duurde het voordat Mary het levenslicht zag. Een eerste uitvoering is pas bekend in 1995. 